# Физиология человека (журнал)
«Физиология человека» — советский и российский рецензируемый академический научный журнал. Выходит с 1975 г. на русском и английском языках.
Журнал «Физиология человека» входит в Перечень ведущих рецензируемых научных журналов и изданий, в которых публикуются основные научные результаты диссертаций на соискание ученой степени доктора и кандидата наук по медицинским наукам, биологическим наукам, психологическим наукам.
Журнал адресован научным работникам, клиническим специалистам, преподавателям ВУЗов, практическим врачам, тренерам и другим специалистам здравоохранения и профилактики. В журнале публикуются статьи по физиологии центральной нервной системы и сенсорных систем, физиологии висцеральных функций, адаптации, онтогенезу физиологических процессов, прикладным аспектам физиологии человека (авиация и космос, спорт, трудовые процессы,экстремальные состояния и т.п.), клеточным основам физиологических механизмов, фундаментальным основам медицины и реабилитации.

## История
Журнал основан в 1975 г. по инициативе академика Натальи Петровны Бехтеревой при поддержке отделения физиологических наук АН СССР (учредителя), и, с самого первого выпуска непрерывно издается на двух языках: на русском — издательством "Наука", на английском — "Plenum Press" (с 1975 по 1994) и "Pleiades Publishing" (с 1995).

## Современность
В настоящее время учредителями журнала являются Российская академия наук и Государственный Научный Центр РФ — Институт медико-биологических проблем РАН. Издателем русскоязычной версии журнала является Издательство «Наука». Англоязычная версия издается компанией Pleiades Publishing, Inc. и распространяется крупнейшим международным издательством научной литературы Springer.
Бумажная версия журнала на русском языке (ISSN 0131-1646) и в полном переводе на английский язык (Human Physiology, ISSN 0362-1197) выходит с периодичностью 6 номеров в год.
С 2010 года ежегодно выходит дополнительный выпуск журнала «Human Physiology» на английском языке № 7, который содержит переводную версию материалов «приглашённого журнала» — «Авиакосмическая и экологическая медицина».
С 2016 года выходит аналогичный англоязычный выпуск журнала № 8, содержащий материалы из журнала «Анналы клинической и экспериментальной неврологии», переведённые на английский язык.
Электронная версия журнала на английском языке распространяется компанией Springer.

## Рубрики
• Экспериментальные статьи
• Обзоры
• Методы
• Краткие сообщения
• Дискуссионные статьи
• Письма в редакцию

## Основные тематические блоки журнала
• Нейрофизиология
• Физиология сенсорных систем
• Психофизиология
• Физиология висцеральных систем организма человека в норме и экстремальных условиях
• Возрастная физиология
• Клиническая физиология
• Физиология труда и спорта
• Авиакосмическая физиология
• Физиология адаптации
• Популяционная физиология

## Международные базы данных
Журнал представлен в международных базах: Academic OneFile, Academic Search, AGRICOLA, Biological Abstracts, BIOSIS,Chemical Abstracts Service (CAS),CSA, CSA Environmental Sciences, Earthquake Engineering Abstracts, EBSCO, Expanded Academic, Google Scholar, OCLC, PsycINFO, RILM Abstracts of Music Literature, SCImago, SCOPUS, Summon by ProQuest, PubMed/Medline (представлен как «FiziologiyaCheloveka»).

## Состав редакционной коллегии
Главный редактор: Анатолий Иванович Григорьев, академик РАН
Заместители главного редактора:
Ольга Вячеславовна Смирнова, д.б.н., проф.;
Валентин Дмитриевич Сонькин, д.б.н., проф.
Ответственный секретарь: Вера Михайловна Владимирская
Члены редакционной коллегии:
• Нина Павловна Александрова (Санкт-Петербург)
• Марьям Моисеевна Безруких (Москва), академик РАО
• Галина Николаевна Болдырева (Москва)
• Людмила Борисовна Буравкова (Москва), член-корр. РАН
• Лоуренс Вико (Нант, Франция),
• Ольга Леонидовна Виноградова (Москва)
• Микаэль Германуссен (Киль, Германия)
• Андрей Федорович Изнак (Москва)
• Инеса Бенедиктовна Козловская (Москва), член-корр. РАН
• Сергей Георгиевич Кривощеков (Новосибирск)
• Александр Ильич Крупаткин (Москва)
• Сергей Александрович Крыжановский (Москва)
• Константин Алексеевич Лебедев (Москва)
• Юрий Сергеевич Левик (Москва)
• Святослав Всеволодович Медведев (Санкт-Петербург), академик РАН
• Святослав Иосифович Сороко (Санкт-Петербург), член-корр. РАН
• Дебора Ароновна Фарбер (Москва), академик РАО
• Александр Николаевич Шеповальников (Санкт-Петербург)
• Виктор Реджинальд Эджертон (Калифорния, США)